# 57 Pułk Piechoty (LWP)

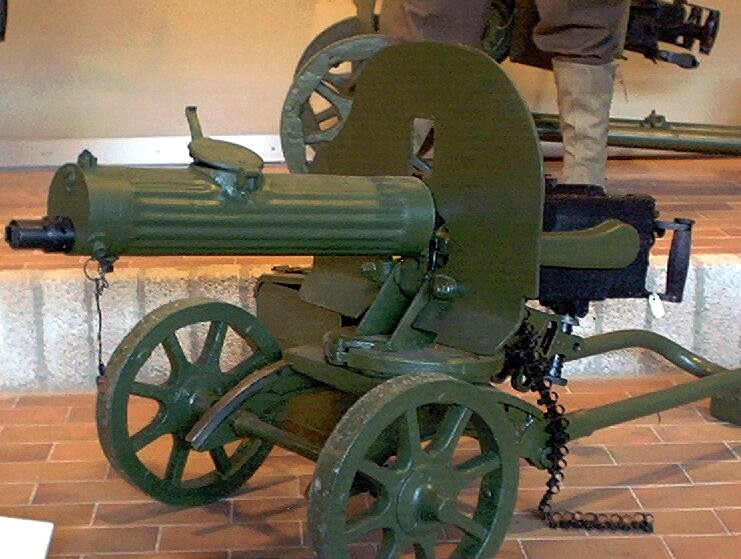
Maxim - podstawowy ckm pułku

57 pułk piechoty (57 pp) – oddział piechoty ludowego Wojska Polskiego.
Sformowany w 1945. Wchodził w skład 18 Dywizji Piechoty. Stacjonował w garnizonie Suwałki. Rozformowany w 1956.

## Skład etatowy
- dowództwo i sztab
- 3 bataliony piechoty
- kompanie: przeciwpancerna, rusznic ppanc, łączności, gospodarcza
- baterie: 45 mm armat przeciwpancernych wz. 1942, 76 mm armat dywizyjnych wz. 1942, moździerzy 120 mm
- plutony: zwiadu, saperów, żandarmerii
- pułkowa szkoła podoficerska
- izba chorych

Etatowo stan żołnierzy w pułku wynosił 1604.

## Żołnierze pułku
- Tadeusz Szaciłło